# Maksym Jakowljew

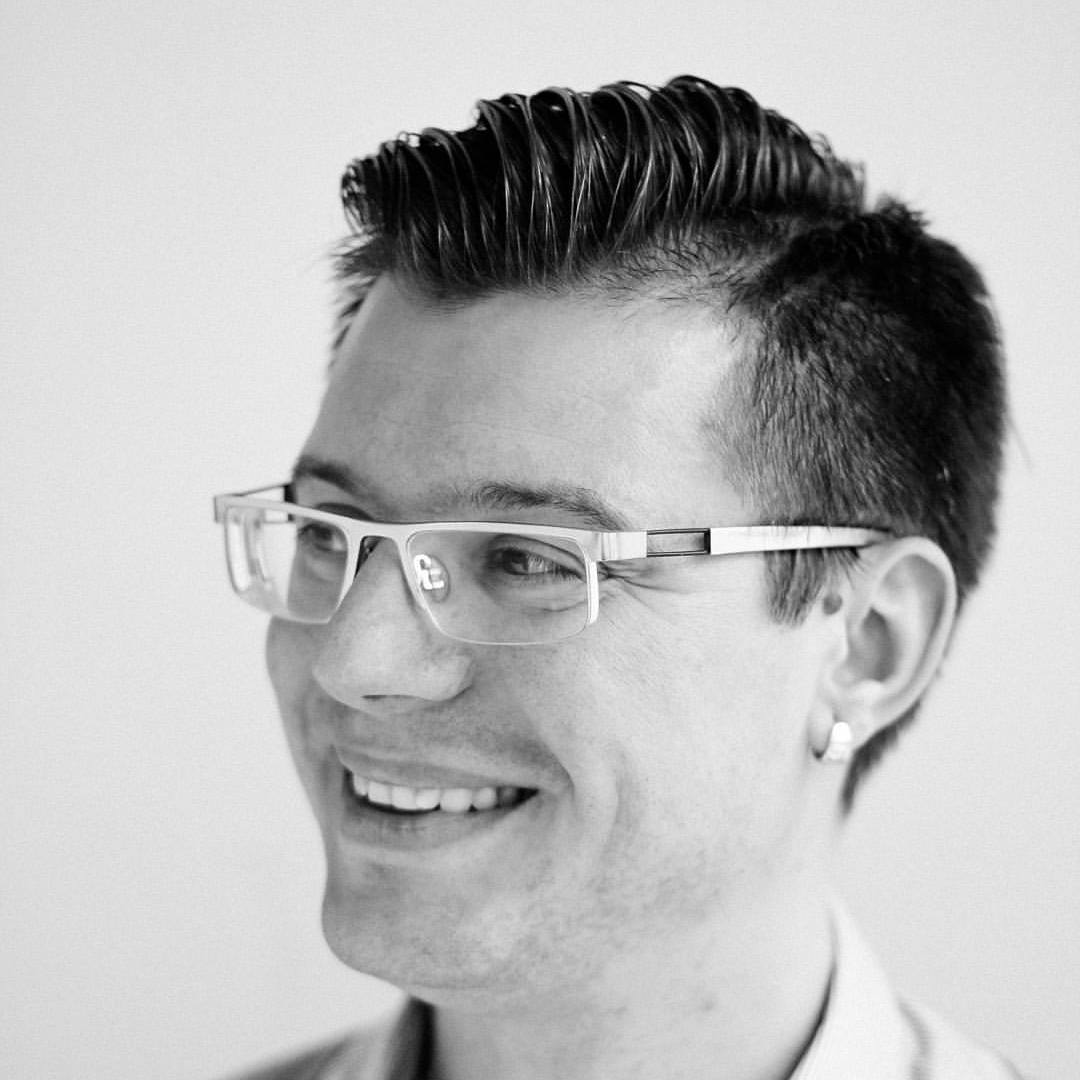
Maksym Jakowljew, 2017

Maksym Wolodymyrowytsch Jakowljew (ukrainisch Максим Володимирович Яковлєв, englisch Maksym Yakovlyev; * 26. November 1982 in Donezk) ist ein ukrainischer Wissenschaftler, Übersetzer, Dozent, Doktor der Politikwissenschaften, außerordentlicher Professor, Lehrstuhlinhaber für Internationale Beziehungen und Leiter der Schule für politische Analyse an der Nationalen Universität Kiew-Mohyla-Akademie (NaUKMA).

## Leben und Wirken
Maksym Jakowljew absolvierte die Humanitäre Spezialschule Nr. 65 in Donezk. In der 8. Klasse besuchte er die Hermann-Frieb-Realschule und die ukrainische Schule Ridna Schkola in München. Er erwarb 2005 seinen MA in vergleichender Politikwissenschaft an der Fakultät für Politikwissenschaft der Nationalen Universität Kiew-Mohyla-Akademie und seinen Doktortitel im Jahr 2010 am I.F. Kuras-Institut für politische und ethnische Studien der Nationalen Akademie der Wissenschaften der Ukraine. Außerdem studierte er Sozialpolitik-Analyse an der Universität Oxford, Abteilung für Sozialpolitik und Sozialarbeit.
Während seines Studiums in Oxford in den Jahren 2006–2007 war er Sekretär der Ukrainischen Gesellschaft an der Universität.
Er hat außerdem an der Friedrich-Schiller-Universität Jena, der Universität Erfurt, der Universität Weimar und der Universität Maastricht studiert und Praktika absolviert.
Von 2007 bis 2017 war Jakowljew ukrainischer Koordinator des gemeinsamen, vom DAAD geförderten deutschsprachigen Masterstudiengangs German and European Studies zwischen der NaUKMA und der Friedrich-Schiller-Universität Jena.
Im Jahr 2020 übernahm er den Lehrstuhl für Internationale Beziehungen an der NaUKMA.
Seit 2021 ist Jakowljew Mitglied des Öffentlichen Rates im Außenministerium der Ukraine.
Seine Forschungsinteressen konzentrieren sich auf soziopolitische Veränderungen im postsowjetischen Raum. Jakowljew kommentiert die aktuellen gesellschaftspolitischen Ereignisse in der Ukraine und in der Welt.

## Werke (Auswahl)
- Maksym Jakowljew: Теорії змов. Як (не) стати конспірологом. Wichola, Kiew 2023, ISBN 978-617-7960-96-5 (ukrainisch)
- Olexiy Haran, Maksym Jakowljew: CONSTRUCTING A POLITICAL NATION. Changes in the Attitudes of Ukrainians during the War in the Donbas. Stylos Publishing,  Kiew 2017, ISBN 978-966-2399-49-3 (englisch)

Übersetzungen aus dem Englischen
- Thomas Erikson: В оточенні психопатів. Folio, Charkiw 2019, ISBN 978-966-03-8913-7
- Richard Florida: Homo creativus. Як новий клас завойовує світ. Nasch Format, Kiew 2018, ISBN 978-617-7513-00-0
- James Mace: Комунізм та дилеми національного визволення. Національний комунізм у радянській Україні 1918—1933 рр. Komora, Kiew 2018, ISBN 978-617-7286-31-7
- Erich Fromm: Втеча від свободи. KSD, Charkiw 2018, ISBN 978-617-12-4571-6

Übersetzungen aus dem Deutschen
- Daniel Kahneman: Мислення швидке й повільне. Nasch Format, Kiew 2017, ISBN 978-617-7279-18-0
- Markus Jachtenfuchs, Beate Kohler-Koch: Європейська інтеграція, Verlag der NaUKMA, Kiew 2007, ISBN 966-518-399-0

Wissenschaftliche Publikationen:
- Olexiy Haran, Maksym Jakowljew, Maria Zolkina: Identity, war, and peace: public attitudes in the Ukraine-controlled Donbas. In: Eurasian Geography and Economics, 2019, doi:10.1080/15387216.2019.1667845[6] (englisch)
- Maksym Jakowljew: Postcolonial Methodological Framework for Comparing Postsocialist Nostalgias (Cases of East Germany and Ukraine). In: Naukovi zapysky NaUKMA, V. 147, Politychni nauky, Kyjiw 2013. S. 56 – 60 (ukrainisch)